# La Libertad (Negros Oriental)
La Libertad ist eine philippinische Gemeinde in der Provinz Negros Oriental. Sie hat 38.602 Einwohner (Zensus 1. August 2015).

## Baranggays
La Libertad ist politisch in 29 Barangays unterteilt.
| - Aniniaw - Aya - Bagtic - Biga-a - Busilak - Cangabo - Cantupa - Eli - Guihob - Kansumandig - Mambulod - Mandapaton - Manghulyawon - Manluminsag - Mapalasan | - Maragondong - Martilo - Nasungan - Pacuan - Pangca - Pisong - Pitogo - Poblacion North - Poblacion South - San Jose - Solongon - Tala-on - Talayong - Elecia |